# Pseudalsophis
Pseudalsophis – rodzaj węży z podrodziny ślimaczarzy (Dipsadinae) w rodzinie połozowatych (Colubridae).

## Zasięg występowania
Rodzaj obejmuje gatunki występujące w Ekwadorze (w tym na Galapagos), Peru i Chile. 

## Systematyka

### Etymologia
Pseudalsophis: gr. ψευδος pseudos „fałszywy”; rodzaj Alsophis Fitzinger, 1843.

### Podział systematyczny
Do rodzaju należą następujące gatunki:
- Pseudalsophis biserialis (Günther, 1860)
- Pseudalsophis darwini Zaher, Yánez-Muñoz, Rodrigues, Graboski, Machado, Altamirano-Benavides, Bonatto & Grazziotin, 2018
- Pseudalsophis dorsalis (Steindachner, 1876)
- Pseudalsophis elegans (Tschudi, 1845)
- Pseudalsophis hephaestus Zaher, Yánez-Muñoz, Rodrigues, Graboski, Machado, Altamirano-Benavides, Bonatto & Grazziotin, 2018
- Pseudalsophis hoodensis (Van Denburgh, 1912)
- Pseudalsophis occidentalis (Van Denburgh, 1912)
- Pseudalsophis slevini (Van Denburgh, 1912)
- Pseudalsophis steindachneri (Van Denburgh, 1912)
- Pseudalsophis thomasi Zaher, Yánez-Muñoz, Rodrigues, Graboski, Machado, Altamirano-Benavides, Bonatto & Grazziotin, 2018